# Anice Badri
Anice Badri (arabisch أنيس البدري, DMG Anīs al-Badrī; * 18. September 1990 in Lyon) ist ein tunesischer Fußballspieler. Der Stürmer nahm mit der tunesischen Nationalmannschaft an der Fußball-Weltmeisterschaft 2018 in Russland teil.

## Karriere

### Verein
Badri trat in seiner Heimatstadt Lyon mit dreizehn Jahren in das Trainingszentrum von Olympique Lyon ein und spielte dort drei Jahre lang in den Jugendmannschaften des Vereins. 2006 erlitt er einen Bandscheibenvorfall und musste mehr als ein Jahr mit dem Fußballspielen aussetzen.
2008 verbrachte er ein Jahr in der U19-Mannschaft bei der AS Saint-Priest Sports. Anschließend ging er zu Monts d’Or Anse Foot aus Chasselay, wo er im Juli 2010 in die erste Mannschaft aufrückte. Nach fünf Einsätzen in der fünftklassigen CFA 2 wechselte er im September 2010 zur Reservemannschaft des OSC Lille. Dort spielte er zweieinhalb Jahre, bis er am 31. Januar 2013 an den belgischen Zweitligisten Royal Excel Mouscron ausgeliehen wurde. Er etablierte sich als Stammspieler und war maßgeblich am Aufstieg in die Division 1A beteiligt. Zur Saison 2014/15 wurde er ablösefrei von Mouscron fest verpflichtet.
Im Juli 2016 unterzeichnete Badri einen Dreijahresvertrag bei Espérance Tunis. Am 9. November 2018 gewann er mit Espérance die CAF Champions League. Im Rückspiel gegen den ägyptischen Klub Al Ahly erzielte er das entscheidende dritte Tor und wurde mit acht Treffern Torschützenkönig des Wettbewerbs.
Am 13. Januar 2020 unterschrieb er beim saudi-arabischen Klub Ittihad FC einen Vertrag für zweieinhalb Spielzeiten. Nach nur einem Jahr kehrte er 18. Januar 2021 zu Espérance Tunis zurück.

### Nationalmannschaft
Als in Frankreich geborener Sohn tunesischer Eltern entschied sich Badri, für die tunesische Nationalmannschaft zu spielen.
Anlässlich der Fußball-Weltmeisterschaft 2018 wurde Badri in das tunesische Aufgebot berufen. Er stand in den Vorrundenspielen gegen England und Belgien in der Startelf. Im letzten Gruppenspiel gegen Panama wurde er zur zweiten Halbzeit für Ferjani Sassi eingewechselt. Die Mannschaft beendete das Turnier auf dem dritten Platz in der Gruppe G und schied aus.
Auch beim Afrika-Cup 2019 stand Badri im tunesischen Kader. Dort kam er in den Vorrundenspielen gegen Angola und Mali sowie im Viertelfinale gegen Ghana, im Halbfinale gegen den Senegal sowie im Spiel um den dritten Platz gegen Nigeria zum Einsatz.

## Erfolge
- Tunesische Meisterschaft: 2017, 2018, 2019 und 2021
- Tunesischer Pokal: 2016
- Tunesischer Supercup: 2019
- CAF Champions League:  2018 und 2019
- Arabische Champions League: 2017